# Muscomorpha
Muscomorpha, infrared u podredu Brachycera, kukaca kratkoticalaca koji se sastoji od 15 nadporodica. 

## Značaj u kriminalistici
Neke vrste muha iz ovog infrareda značajne su forenzičkim entomolozima za sudsku medicinu (forenziku). Kukci iz porodice Calliphoridae, koji pripadaju nadporodici Oestroidea, su jedni od kukaca koji prvi kolonizuju leš.
Kod forenzičara su Phoridae poznate kao muhe mrtvačkih sanduka.

## Natporodice
- Natporodica Carnoidea
- Natporodica Conopoidea
- Natporodica Diopsoidea
- Natporodica Ephydroidea
- Natporodica Hippoboscoidea
- Natporodica Lauxanioidea
- Natporodica Muscoidea
- Natporodica Nerioidea
- Natporodica Oestroidea
- Natporodica Opomyzoidea
- Natporodica Platypezoidea
- Natporodica Sciomyzoidea
- Natporodica Sphaeroceroidea
- Natporodica Syrphoidea
- Natporodica Tephritoidea

izvori za natporodice